# Stilbula indica
Stilbula indica är en stekelart som först beskrevs av Mani 1935.  Stilbula indica ingår i släktet Stilbula och familjen Eucharitidae. Inga underarter finns listade i Catalogue of Life.